# Full Circle (The Doors)
Full Circle is het achtste studioalbum van The Doors en het tweede na het overlijden van Jim Morrison. Het werd uitgebracht in juli 1972. De zang werd overgenomen door: Ray Manzarek (toetsenist) & Robby Krieger (gitarist).

## Tracklist
Kant 1:
1. Get Up And Dance (2:35) (Krieger, Manzarek)
2. 4 Billion Souls (3:18) (Krieger)
3. Verdilac (5:40) (Krieger, Manzarek)
4. Hardwood Floor (3:38) (Krieger)
5. Good Rockin' (4:22) (Brown)

Kant 2:
1. The Mosquito (5:16) (Densmore, Krieger, Manzarek)
2. The Piano Bird (5:50) (Conrad, Densmore)
3. It Slipped My Mind (3:11) (Krieger)
4. The Peking King And The New York Queen (6:25) (Manzarek)

Alle nummers werden geschreven door The Doors. Als singles werden uitgebracht:
- Get Up and Dance/Treetrunk (juli 1972)
- The Mosquito/It Slipped My Mind (augustus 1972)
- The Piano Bird/Good Rockin' (november 1972)

Jim Morrison · Robby Krieger · Ray Manzarek · John Densmore